# Politica della Federazione Russa
La Federazione Russa (a cui ci si riferisce comunemente come Russia) è una repubblica federale di tipo semipresidenziale. Secondo la costituzione, il presidente è il capo dello stato e di un sistema multipartitico dove il potere esecutivo viene esercitato dal governo, guidato dal Primo ministro, che viene nominato dal presidente e approvato dal parlamento. Il potere legislativo viene gestito dalle due camere dell'Assemblea federale.

## Sistema istituzionale
A partire dall'indipendenza in seguito al collasso dell'Unione Sovietica alla fine del 1991, la Russia ha affrontato varie sfide e complicazioni negli sforzi per creare un sistema politico che riuscisse a funzionare democraticamente dopo settantacinque anni di governo sovietico. Alcune figure importanti nel settore legislativo ed esecutivo ebbero posizioni contrastanti sulla direzione politica della Russia e gli strumenti governativi che dovevano essere usati per seguirla. Il conflitto raggiunse l'apice tra il settembre e l'ottobre del 1993, quando il presidente Boris El'cin usò le forze armate per sciogliere il parlamento e indire nuove elezioni legislative. Questo evento segnò la fine del primo periodo costituzionale in Russia, che era stato marcato dalla costituzione adottata dalla Repubblica Russa nel 1978. Nel dicembre 1993 venne adottata una nuova costituzione, la quale dava poteri più forti al presidente.
Con una nuova costituzione ed un nuovo parlamento che rappresentava i diversi partiti e fazioni, la struttura politica russa in seguito mostrò diversi segni di stabilizzazione. Poiché il periodo di transizione si estese fino a metà degli anni '90, il potere del governo nazionale continuò a diminuire di pari passo all'aumento delle concessioni politiche e governative di Mosca alle regioni. Nonostante l'attrito fra il potere esecutivo ed il potere legislativo sia stato parzialmente risolto dalla nuova costituzione, i due poteri continuarono a rappresentare visioni fondamentalmente opposte a proposito del futuro della Russia. Generalmente l'esecutivo è rimasto il centro della tendenza alla riforma, mentre la Duma è stata il bastione dei comunisti antiriformisti e dei nazionalisti.

### Elezioni in Russia
La Russia elegge a livello federale un Capo di Stato, il Presidente, e un Parlamento, l'Assemblea Federale della Federazione Russa. Il Presidente viene eletto per un mandato di sei anni direttamente dal popolo; l'Assemblea Federale è un Parlamento bicamerale. La Duma, la camera bassa, conta 450 membri eletti ogni quattro anni con il sistema proporzionale. Il Consiglio Federale conta 178 membri: 2 delegati per ogni soggetto federale.

## Storia
Dopo la caduta dell'URSS, si sono tenute cinque elezioni per la Presidenza e sei per il Parlamento. In entrambe, il Partito Comunista è stato dapprima sotto il 20% dei voti, poi è risalito fino al 30%, per poi crollare intorno al 10%.
Nelle sei elezioni presidenziali, solo in una (nel 1996) fu necessario il secondo turno. Ci sono stati tre Presidenti, Boris El'cin, eletto nel 1991 e nel 1996, Vladimir Putin nel 2000, nel 2004, nel 2011 e nel 2017 (El'cin aveva già ceduto il potere a Putin nel 1999) e Medvedev, eletto nel 2008. I candidati del Partito Comunista sono sempre arrivati secondi, prima Nikolaj Ryžkov nel 1991, poi Gennadij Zjuganov nel 1996, nel 2000 e nel 2012 ed infine Nikolaj Charitonov (membro del Partito Agrario di Russia) nel 2004. Solo nel 1996 c'è stato un altro candidato che ha ottenuto più del 10% dei voti al primo turno, Aleksandr Lebed'. Alle ultime elezioni Presidenziali, tenutesi nel 2012, Vladimir Putin è ritornato Presidente della Federazione Russa sfiorando il 65% dei consensi, mentre l'eterno sfidante comunista, Zjuganov, si è fermato al 17,18%.
Nelle elezioni parlamentari, il Partito Comunista fu il maggiore partito nelle elezioni del 1995 (22,30%) e del 1999 (24,29%). Gli unici altri fattori costanti fin dai primi anni '90 furono il Partito Liberal-Democratico di Russia (che, nonostante il nome, è un partito ultra-nazionalista), che dalla posizione di primo partito nel 1993, ottenne poi un consenso tra il 6 ed il 12%, e Jabloko, tra il 6 ed il 7% fino al 1999 e da allora inesorabilmente sotto la linea di sbarramento del 5%. I partiti pro-Cremlino che ottennero più del 10% dei voti furono Scelta della Russia, con il 16% nel 1993, La Nostra Casa - La Russia di poco sopra il 10% nel 1995, il Partito di Unità di Russia con il 23,32% e Madrepatria-Tutta la Russia con il 13,33% nel 1999 ed un'alleanza del Partito di Unità di Russia e con Madrepatria-Tutta la Russia, che divenne il maggiore partito con il 38% nel 2003. Allora nacque Russia Unita, inesorabilmente primo partito in ogni elezione legislativa. Le elezioni parlamentari in Russia del 2011 videro una forte ripresa dei partiti di opposizione. Il Partito Comunista sfiorò il 20%, mentre il partito Russia Giusta (generalmente pro-Cremlino, ma a sinistra di Russia Unita) superò i nazionalisti del Partito Liberaldemocratico (il primo ottenne il 13,24%, mentre il secondo l'11,67%). Le ultime elezioni parlamentari sono avvenute nel 17-19 settembre 2021 e Russia Unità ha visto il 47,82% dei voti.
Al di fuori della rappresentanza parlamentare, si è registrata la tendenza ad una progressiva curvatura autoritaria nel trattamento delle opposizioni, culminata nella legge che ha consentito al governo di perseguire coloro che “deliberatamente diffondono false informazioni sull’esercito” impegnato nella guerra in Ucraina.

## Partiti politici russi

### Partiti parlamentari
- Russia Unita

- Partito Comunista della Federazione Russa
- Russia Giusta
- Partito Liberal-Democratico di Russia
- Nuova Gente
- Rodina
- Jabloko

### Partiti extraparlamentari
- Partito Democratico di Russia
- Comunisti di Russia
- Partito Ecologista Russo «I Verdi»
- Fronte di Sinistra
- L'Altra Russia
- Avanguardia della Gioventù Rossa
- Partito Comunista Operaio Russo del Partito Comunista dell'Unione Sovietica
- Grande Russia

### Partiti disciolti
- Partito della Libertà Popolare

- Russia del Futuro
- Nostra Casa Russia
- Unione delle Forze di Destra
- Partito Russo della Vita
- Partito della Rinascita della Russia
- Partito dei Pensionati Russi
- Patrioti di Russia
- Partito Agrario di Russia
- Partito Nazional Bolscevico
- Partito Nazionale Socialista Russo